# Torneybach
Der Torneybach ist ein Nebenfluss der Tollense in Mecklenburg-Vorpommern. Er entspringt als namenloses Fließgewässer nördlich von Schossow in der Gemeinde Tützpatz im Landkreis Mecklenburgische Seenplatte und fließt zunächst in östliche, dann in südöstliche Richtung. Ab Barkow wird er als Torneybach bezeichnet, ändert dort er seinen Lauf nach Nordosten und fließt dann südlich von Pripsleben bis Neuwalde in östliche Richtung, von dort nach Südosten durch das Gemeindegebiet von Altentreptow. Nach dem Passieren des Altentreptower Ortsteils St. Georg erreicht der Torneybach nördlich des Klosterbergs die Tollenseniederung und mündet nach einer Gesamtlänge von circa 11 Kilometer in die Tollense.
Beim Pripslebener Ortsteil Neuwalde, bei Loickenzin und bei Altentreptow trieb der Torneybach bis in das 20. Jahrhundert Wassermühlen an.